# Michael Fagan-incidenten
Michael Fagan-incidenten inträffade den 9 juli 1982, när Michael Fagan (född 8 augusti 1948 i London) gjorde intrång i Buckingham Palace och tog sig in i drottning Elizabeths sovrum vid 07.00-tiden på morgonen.
Fagan hävdar att han kom in genom ett olåst fönster på taket. Han satte igång några alarm när han vandrade omkring i slottet, men säkerhetsvakterna antog att det var ett fel i systemet. Bland annat provsatt Fagan tronen och drack upp en halv flaska vin; senare smög han in i sovrummet. Drottningen vaknade av att en gardin rörde sig och då såg hon att någon satt på sängkanten.

## Gripandet
Fagan anklagades för stöld av vinet. Anklagelsen lades ned när han genomgick en psykiatrisk utvärdering. Han tillbringade de tre följande månaderna på ett mentalsjukhus. Det var inte förrän år 2007 som det han gjorde blev kriminellt. Fagans mor sade senare: "Jag kan tänka mig att det enda han ville var att helt enkelt prata och säga hej och diskutera sina problem."